# Romanova Balka, Pervomaisk
Romanova Balka (în ucraineană Романова Балка) este localitatea de reședință a comunei Romanova Balka din raionul Pervomaisk, regiunea Mîkolaiiv, Ucraina.

## Demografie
Componența lingvistică a localității Romanova Balka
     Ucraineană (94,82%)
     Rusă (4,12%)
     Alte limbi (0,8%)
Conform recensământului din 2001, majoritatea populației localității Romanova Balka era vorbitoare de ucraineană (94,82%), existând în minoritate și vorbitori de rusă (4,12%).